# Formații rock (serie)

Formații rock este numele unei serii de compilații produse în România de către casa de discuri Electrecord, între anii 1975 și 1991. Au fost lansate treisprezece discuri în format LP (disc vinil de 30 cm), plus un al paisprezecelea, neprocesat, plănuit spre a fi editat în anul 1991. Fiecare disc cuprinde o selecție de piese ale unor formații de muzică rock/metal din toată țara, atât dintre cele aclamate la nivel național, cât și altele de notorietate locală (pentru unele, singura apariție discografică rămâne aceasta).
Primele trei volume s-au numit Formații de muzică pop, ca un eufemism pentru muzica rock/metal dat fiind că prezentarea unor titulaturi explicite în favoarea acestui gen muzical putea cauza probleme din partea conducerii politice.

## Conținuturi
Primele discuri cuprind materiale cu un număr de până la 11 formații (Formații de muzică pop 2, 1976), ceea ce înseamnă o piesă sau două pentru fiecare grup. Începând cu discul al șaselea (1982), vor fi prezentate numai câte două formații în fiecare volum, fiecăreia fiindu-i destinată o față de disc. Excepție face doar Formații rock 7, 1984, care prezintă patru formații.

### Lista formațiilor cuprinse în serie
Mai jos este prezentată lista integrală a formațiilor ce figurează pe discurile seriei Formații rock, numărul lor total fiind de 51. În dreptul fiecărui nume se indică în paranteză orașul de proveniență al formației și indicele discului (sau al discurilor) pe care aceasta poate fi regăsită. Formațiile sunt enumerate în ordine alfabetică.
| - Academica (București) (3) - Accent (Tulcea) (9) - Acustic T '74 (Cluj-Napoca) (2) - Amicii (Timișoara) (2) - Autostop (Târgu Mureș) (12) - Azur (Ploiești) (2) - Barock (București) (7) - Basorelief (București) (3) - Dan Bădulescu (București) (5) - Betta (Lugoj) (3) - Catena (București) (2) - Celelalte Cuvinte (Oradea) (8) - Columna (București) (3) - Compact (Cluj-Napoca) (6) - Contrast (Suceava) (11) - Cristal (Galați) (1, 2, 3, 4) - Cromatic (București) (3) | - Curtea Veche nr. 43 (București) (2) - Depold (Arad) (2) - Ethos (Iași) (2) - Evolutiv (Focșani) (8) - Experimental Q (Cluj-Napoca) (1) - Foileton (Timișoara) (13) - Glikon (Constanța) (2) - Grup 2005 (Drobeta-Turnu Severin) (6) - Grup '74 (Brașov) (3) - Hans Knall (Alba Iulia) (14) - Hardton (București) (7) - Holograf (București) (3) - Iris (București) (3) - Krypton (București) (7) - Magic (Mediaș) (1, 2) - Medusa (Medgidia) (10) - Metrock (Oradea) (5) | - Miorița (București) (12) - Miraj (Oradea) (2) - Modul (București) (10) - Mondial (București) (1) - Phoenix (Timișoara) (1) - Prefix 990 (Bistrița) (7) - Pro Musica (Timișoara) (9) - Progresiv TM (Timișoara) (1) - Redivivus (Craiova) (5) - Roata (București) (13) - Rodion G.A. (Cluj-Napoca) (5) - Roșu și Negru (București) (1, 4) - Savoy (București) (1, 4) - Semnal M (Cluj-Napoca) (4) - Sfinx (București) (4) - Timpuri Noi (București) (11) - Voievod (Galați) (14) |

Observații:
- A nu se confunda formația Autostop din Târgu Mureș cu formația timișoreană cu același nume, înființată de Adrian Bărar.[2]
- A nu se confunda formația Cromatic din București (condusă de Marin Petrache Pechea) cu formația clujeană Chromatic (Group), înființată de Sorin Tudoran.[3]

## Lista aparițiilor din serie
| Numele discului          | Anul apariției | Seria Electrecord | Nr. piese | Formațiile ce apar pe disc                                                                             |
| ------------------------ | -------------- | ----------------- | --------- | --- |
| Formații de muzică pop 1 | 1975           | EDE 01071         | 10        | Phoenix, Mondial, Magic, Progresiv TM, Stereo, Experimental Q, Roșu și Negru, Savoy, Cristal           |
| Formații de muzică pop 2 | 1976           | EDE 01229         | 11        | Depold, Azur, Catena, Amicii, Acustic T '74, Glikon, Curtea Veche nr. 43, Magic, Cristal, Miraj, Ethos |
| Formații de muzică pop 3 | 1979           | EDE 01637         | 9         | Basorelief, Iris, Columna, Holograf, Grup '74, Academica, Betta, Cristal, Cromatic                     |
| Formații rock 4          | 1980           | EDE 01723         | 8         | Sfinx, Roșu și Negru, Semnal M, Savoy, Cristal                                                         |
| Formații rock 5          | 1981           | ST-EDE 01898      | 9         | Metrock, Redivivus, Dan Bădulescu, Rodion G.A.                                                         |
| Formații rock 6          | 1982           | ST-EDE 02145      | 9         | Compact, Grup 2005                                                                                     |
| Formații rock 7          | 1984           | ST-EDE 02649      | 11        | Barock, Hardton, Krypton, Prefix 990                                                                   |
| Formații rock 8          | 1985           | ST-EDE 02782      | 11        | Evolutiv, Celelalte Cuvinte                                                                            |
| Formații rock 9          | 1986           | ST-EDE 02918      | 8         | Pro Musica, Accent                                                                                     |
| Formații rock 10         | 1987           | ST-EDE 03003      | 12        | Medusa, Modul                                                                                          |
| Formații rock 11         | 1988           | ST-EDE 03556      | 8         | Contrast, Timpuri Noi                                                                                  |
| Formații rock 12         | 1989           | ST-EDE 03766      | 8         | Autostop, Miorița                                                                                      |
| Formații rock 13         | 1990           | ST-EDE 03895      | 8         | Roata, Foileton                                                                                        |
| Formații rock 14         | 1991           | ST-EDE 03950      | 8         | Hans Knall, Voievod                                                                                    |

## Vezi și
- Seria Jazz